# Данн, Колин (писатель)
Ко́лин Данн (англ. Colin Dann; род. 10 марта 1943, Ричмонд, Англия) — британский писатель. Его самой известной работой является цикл книг «Животные Фартинского Леса», на основе которых позже был снят одноимённый мультсериал.
Данн тринадцать лет работал на издание William Collins, Sons & Co, которое и опубликовало его первую повесть Животные Фартинского леса в 1979 году. В 1980 году эта повесть была удостоена премии Британского совета по делам искусств как лучшая детская книга года, решение принимал поэт и писатель Джон Бетчеман.
Цикл Животные Фартинского леса часто ставится в один ряд с более «взрослыми» книгами про животных, такими как «Обитатели холмов», так как хоть произведения автора и направлены на детскую аудиторию, в них присутствует достаточно суровое развитие сюжета и смерть персонажей; по мнению колумниста The Guardian Имоджен Рассел Уильямс, проходившей первую книгу цикла в качестве обязательного чтения в начальной школе, это важное чтение для формирования личности ребёнка.